# Robert Sánchez
Robert Lynch Sánchez (n. 18 noiembrie 1997, Cartagena, Regiunea Murcia, Spania) este un fotbalist spaniol, care joacă pe post de portar la Chelsea în Premier League. Pe plan internațional, are prezențe la națională pentru Spania.

## Cariera pe echipe

### Primii ani
Sánchez s-a născut în Cartagena, regiunea Murcia. S-a născut dintr-un tată jamaican-englez și dintr-o mamă spaniolă. Și-a petrecut cariera timpurie jucând la nivel local cu Escuela de Fútbol de Santa Ana, Cartagena FC și Ciudad Jardín înainte de a se alătura lui Levante în 2010.

### Brighton & Hove Albion
Sánchez s-a mutat în Anglia pentru a semna pentru Brighton & Hove Albion la vârsta de 15 ani, înainte de a semna primul său contract profesionist în iunie 2015. A semnat un nou contract de trei ani cu clubul în aprilie 2018.

### Împrumuturi
În iunie 2018, Sánchez s-a mutat împrumutat la Forest Green Rovers pentru sezonul 2018–19. A jucat în jocul de deschidere al sezonului făcându-și debutul în deplasare la Grimsby, unde Rovers a câștigat cu 4–1. Sánchez a fost rechemat de Brighton în ianuarie 2019 pentru a oferi acoperire, deoarece Mathew Ryan de la Albion a fost convocat de naționala Australiei pentru Cupa Asiei. A făcut 17 apariții pentru Forest Green în acel sezon, toate în campionat.
Pe 24 iulie 2019, Sánchez s-a alăturat lui Rochdale împrumutat pentru sezonul 2019–20. Și-a făcut debutul pentru club într-o victorie cu 3–2 în deplasare împotriva lui Tranmere Rovers.

### Întoarcere la Brighton
La 1 noiembrie 2020, Sánchez și-a făcut debutul la Brighton, jucând într-o înfrângere cu 2-1 într-un meci din Premier League împotriva lui Tottenham Hotspur. La 23 februarie 2021, Sánchez a semnat un nou contract de patru ani și jumătate cu Brighton, cu o durată până în iunie 2025.
Sánchez a fost eliminat în remiza de acasă 1–1 împotriva lui Newcastle United pe 6 noiembrie, în cel de-al unsprezecelea meci al lui Brighton din sezonul 2021–22, pentru că l-a faultat pe Callum Wilson, care se afla într-o șansă de gol. A rămas fără gol primit în victoria cu 4-0 în fața lui Manchester United pe 7 mai 2022, ajutând Brighton să obțină o victorie record în categoria maximă, iar pasa sa de la o lungă distanță a avut un rol crucial în golul lui Pascal Groß.
În a doua jumătate a sezonului 2022-2023, Sánchez și-a pierdut locul de titular în fața portarului de rezervă Jason Steele, antrenorul principal de la Brighton, Roberto De Zerbi, spunând că „este trist pentru Robert” și că are „una dintre cele mai bune relații” cu jucătorul. A fost ales să joace în locul lui Steele pe 19 martie, păstrând foaia curată în victoria cu 5-0 în sferturile de finală ale FA Cup împotriva echipei din League Two, Grimsby, pe stadionul Falmer. Pe 15 aprilie, cu Steele accidentat, Sánchez a jucat împotriva lui Chelsea într-o victorie cu 2-1 în deplasare. Opt zile mai târziu și-a păstrat locul, foaia curată împotriva lui Manchester United în 120 de minute de joc în semifinala FA Cup de pe Wembley, dar nereușind să salveze un penalti în eventuala înfrângere la loviturile de departajare.

### Chelsea
La 3 august 2023, a fost raportat că Brighton a convenit asupra unei taxe de transfer cu clubul Chelsea, în valoare inițială de 20 de milioane de lire sterline, plus 5 milioane de lire sterline în suplimente, pentru Sánchez. Transferul a fost finalizat pe 5 august, jucătorul semnând un contract pe șapte ani. Pe 8 august, Chelsea a confirmat că va purta tricoul vacant cu numărul 31 pentru viitorul sezon 2023–24. Pe 13 august, și-a făcut debutul cu clubul într-un egal 1-1 împotriva lui Liverpool în Premier League. În urma împrumutului lui Kepa Arrizabalaga la Real Madrid, pe 17 august, Sánchez a optat să poarte tricoul cu numărul 1.
În octombrie 2023, a fost descris de Karen Bardsley drept „cea mai inteligentă achiziție a lui Chelsea” datorită „efectului pozitiv pe care l-a avut asupra unei echipe aflate în tranziție”.

## Cariera internațională
Sánchez sa născut în Spania dintr-un tată englez și o mamă spaniolă. Sánchez a primit prima convocare la echipa națională de fotbal a Spaniei în martie 2021, pentru meciurile de calificare la Campionatul Mondial de Fotbal 2022 împotriva Greciei, Georgiei și Republicii Kosovo.
A fost inclus în lotul Spaniei pentru turneul amânat UEFA Euro 2020 din mai 2021. Sánchez și David de Gea au fost înlocuitorii lui Unai Simón și nu și-au făcut apariția, deoarece Spania a fost eliminată la penalti-uri împotriva Italiei în semifinala de pe stadionul Wembley din 6 iulie.
Și-a făcut debutul internațional pe 5 septembrie 2021, înlocuindu-l pe Simón în a doua jumătate a unei victorii cu 4-0 în meciul de calificare la Campionatul Mondial împotriva Georgiei la Badajoz.
Sánchez a făcut parte din lotul Spaniei pentru finala Ligii Națiunilor UEFA 2021 din octombrie. A rămas rezervă și nu a făcut nicio apariție în victoria din semifinale împotriva Italiei și nici în înfrângerea din finală împotriva Franței, deoarece Spania a terminat pe locul secund.
Pe 11 noiembrie 2022, Sánchez a fost inclus în lotul Spaniei de 26 de jucători pentru Campionatul Mondial de Fotbal 2022.

## Palmares
Chelsea
- UEFA Conference League: 2024–25[27]
- Finalist EFL Cup: 2023–24[28]

Spania
- Finalist Liga Națiunilor UEFA: 2020–21[25]

Individual
- Premier League Save of the Month: septembrie 2023,[29] octombrie 2024[30]